# 塔防游戏
塔防游戏（英語：Tower Defense Games）即指一类通过在地图上建造炮塔或类似建筑物，以阻止游戏中敵人抵達堡壘的即時戰略电子遊戲。一般而言，敵人並不會主動攻擊炮塔。當敵人被消滅時，玩家可獲得獎金或積分，用於購買砲塔或升級砲塔。敵人以一波波進攻，大部分塔防會在一波後暫停以讓玩家以積分升級或增加炮塔。塔防約有50波或更多。玩家一般有數量生命，如果砲塔不能消滅敵人，敵人到達指定地方後，就會減少生命。隨著玩家提升炮塔能力，怪物的數量、能力也會提升。一般而言怪物的提升速度比炮塔快。此類遊戲的目標是生存若干時間或盡可能生存下去。

## 防禦塔一般有的能力

### 防禦塔一般有三種屬性
攻擊：對怪物的傷害，升級越多次塔的攻擊力就越強
範圍：可以攻擊的範圍大小，升級越多次塔可以攻擊的範圍就會越廣
攻速：攻擊的頻率，升級越多次塔的攻擊速度就會越快

### 特殊的能力
減速：如"冰凍"和"黏液"狀態，被攻擊的目標移動速度會降低；亦有升級版的"麻痺"：可以短時間使敵人定在一個點不能動彈
持續性傷害：如"中毒"或"火傷"等狀態，可以使被攻擊到的目標造成持續消耗生命值的狀態
濺射：產生像是"爆炸"或是"連鎖閃電"的攻擊方式，一次可攻擊一個以上的敵人，對目標左右同樣造成傷害
辅助：在該塔旁的其它塔會提升能力

### 常見的分類
很多塔防遊戲喜歡把炮塔分類，常見的有：
- 對空或對地：攻擊不同位置的怪物，如沒有對空就攻擊不到是空中的怪物
- 水、火、木等元素：對不同的元素怪物有不同的攻擊力
- 能量或魔法：有不同的力量，常見的是魔法無視裝甲

## 怪物一般有的的能力
- 裝甲：將對它的攻擊減低一個常數，弱點是攻擊高的炮塔。
- 魔術護盾：無論攻擊力，每次只能扣除1，弱點是速度高的炮塔。

## 特別的塔防
有的塔防，玩家需要考慮把獎分用於興建生產形的建築，為以後準備較多的資金：
- 有的塔防，玩家可用獎分購買炸彈或類似的物品，一次性地防衛敵人
- 有的塔防中，若在一定時間中不能夠把敵人消滅，敵人就會攻擊炮塔
- 一些創新的塔防中，玩家可融合兩種炮塔，成為另一種炮塔。此類塔一般有很強的特殊能力

## 著名的塔防游戏
- 植物大战僵尸
- 貓咪大戰爭
- 防御觉醒
- 王国保卫战系列
- 美食大战老鼠
- 部落冲突
- 皇室战争
- 千年战争アイギス
- Hypixel TowerWars 2.0
- 明日方舟
- LINE Rangers
- Mindustry
- 랜덤 다이스 Random Dice: PvP Defense

一个简单的 1-bit 塔防游戏，运行于 Arduboy

- Tower Defense Simulator(Roblox)
- Bloon Monkey City
- Tower Battles(Roblox)